# STS-51-G
STS-51-G, voluit Space Transportation System-G, was een spaceshuttlemissie van de NASA waarbij het ruimteveer Discovery gebruikt werd. De Discovery werd gelanceerd op 17 juni 1985. Dit was de achttiende spaceshuttlemissie en de vijfde vlucht voor de Discovery. Tijdens de missie werden er drie communicatiesatellieten in een baan rond de aarde gebracht.

## Bemanning
- Daniel C. Brandenstein (2), bevelhebber
- John O. Creighton (1), piloot
- Shannon W. Lucid (1), missiespecialist 1
- John M. Fabian (2), missiespecialist 2
- Steven R. Nagel (1), missiespecialist 3
- Patrick Baudry (1), payload specialist 1 - Frankrijk
- Sultan bin Salman Al Saud (1), payload specialist 2 - Saoedi-Arabië

tussen haakjes staat de aantal vluchten die de astronaut gevlogen zou hebben na STS-51-G

## Missieparameters
- Massa
  - Shuttle bij lancering: 116,310 kg
  - Shuttle bij landing: 92,607 kg
  - Vracht: 20,174 kg
- Perigeum: 358 km
- Apogeum: 369 km
- Glooiingshoek: 57.0°
- Omlooptijd: 91,8 min.